# Канадски штит
Канадски штит (енгл. Canadian Shield, фр. Bouclier canadien) је велика област потковичастог облика који обухвата централну и источну Канаду и северне делове САД. Заузима површину од око 4,6 милиона квадратних километара што је приближно половина канадске територије. Простире се од Арктичког океана поред Хадсоновог залива (заузимајући шест канадских провинција: Њуфаундленд и Лабрадор, Квебек, Онтарио, Манитоба, Саскачеван и Алберта те две територије Северозападне територије и Нунавут) па све до северних делова америчких држава Минесота, Висконсин, Мичиген и држави Њујорк.
Канадски штит је формиран пре око 3 милијарде година и добио је име по тврдом гнајсу и граниту који леже испод његове површине и спадају међу најстарије стене на Земљи. Ова област је карактеристична по брдовитим пределима са надморском висином од 300 до 500 метара. Планине се налазе на крајњем североистоку Лабрадора и на острву Бафин и уздижу се од 1.700 до 2.100 метара. За време последњег леденог доба пре око 10.000 година, лед који је покривао ову област оголио је танак површински слој земље и формиран је велики број ледничких језера.

## Географска величина
Канадски штит је физиографска подела која се састоји од четири мање физиографске провинције: Лаурентијанска узвисина, Казанска област, Дејвис и Џејмс. Штит се протеже у Сједињене Државе као планине Адирондак (повезане Фронтеначком осовином) и Горње узвишење. Канадски штит је подсекција у облику слова „U” кратона Лаурентија која означава област највећег глацијалног утицаја (стругање до голих стена) стварајући танка тла. Старост Канадског штита се процењује на 4,28 Ga. Канадски штит је некада имао назубљене врхове, више од било које данашње планине, али милиони година ерозије су ове планине промениле у валовита брда.
Канадски штит је колаж архејских плоча и нараслих јувенилних лучних терена и седиментних басена протерозојског еона који су се прогресивно амалгамирали током интервала 2,45–1,24 Ga, при чему се највећи период раста догодио током транс-хадсонске орогенезе, између 1,90–1,80 Ga.
Када се укључи део Гренланда, Канадски штит је приближно кружног облика, омеђен на североистоку североисточном ивицом Гренланда, са Хадсоновим заливом у средини. Он покрива већи део Гренланда, цео Лабрадор и Велико северно полуострво Њуфаундленда, већи део Квебека северно од реке Светог Лоренса, већи део Онтарија укључујући северне делове полуострва Онтарио, планине Адирондак у Њујорку, најсевернији део Доњег Мичигена и цео Горњи Мичиген, северни Висконсин, североисточну Минесота, централне и северне делове Манитобе далеко од залива Хадсон, северни Саскачеван, мали део североисточне Алберте, копнене Северозападне територије источно од линије се протеже северно од границе Саскачеван-Алберта, већи део копна Нунавута и његовог Арктичког архипелага, Бафиновог острва и значајних појасева кроз острва Сомерсет, Саутхамптон, Девон и Елсмир. Укупно, изложена површина Штита покрива приближно 8.000.000 km2 (3.100.000 sq mi). Прави обим Штита је још већи и протеже се од Западних Кордиљера на западу до Апалача на истоку и све до Тексаса, али ови региони су прекривени много млађим стенама и седиментима.

## Геологија
Канадски штит је међу најстаријим на Земљи, са регионима који датирају од 2,5 до 4,2 милијарде година. Мноштво река и језера у региону је класичан пример поремећеног дренажног система, узрокованог сливовима подручја који су поремећена глацијацијом и ефектом постглацијалног опоравка. Штит је првобитно био подручје веома великих, веома високих планина (око 12.000 m or 39.000 ft) са великом вулканском активношћу, али је ово подручје еродирано до скоро свог тренутног топографског изгледа релативно ниског рељефа пре више од 500 милиона година. Ерозија је разоткрила корене планина, које имају облик зеленoкамених појасева у којима су појасеви вулканских стена којe су измењенe метаморфизмом окружени гранитним стенама. Ови појасеви су стари од 3600 до 2680 милиона година. Велики део гранитних стена припада карактеристичној фамилији стена тоналит–трондхемит–гранодиорит, које су карактеристичне за архејску континенталну кору. Многа главна канадска рудна налазишта су повезана са зеленокаменим појасевима.
Калдера Стерџен језеро у округу Кенора, Онтарио, један је од најбоље очуваних минерализованих комплекса неоархејске калдере на свету, који је стар 2,7 милијарди година. Канадски штит такође садржи Макензијев насипни рој, који је највећи познати насипни рој на Земљи.
- Истрошена прекамбријска јастучаста лава у Темагамском зеленокаменом појасу
- Пресавијени прекамбријски гнајс Канадског штита у Џорџијанском заливу, Онтарио
- Типичан предео Канадског штита

## Клима и вегетација
На овом великом пространству, с обзиром на његов географски положај, преовлађује арктичка и субарктичка клима. На северу је арктичка клима са стално ниским температурама које спречавају раст дрвећа тако да ту углавном преовлађује тундра (степска пространства са ниским травама и маховином). Субарктичка клима преовлађује јужније и има довољно топла лета за раст дрвећа. Ту су се развиле простране четинарске шуме у којима преовлађују црна и бела оморика. Од дрвећа овде још расту бреза, јасика и др.

## Привреда
Канадски штит има три главна природна ресурса: шуме, руде и воду. Шуме као привредна богатства се највише користе у четири Канадске провинције, Квебек, Онтарио, Манитоба и Саскачеван. Главне руде су бакар, гвожђе, олово, никл, злато, сребро, уранијум и цинк. Крајем 19. века у Северозападним територијама су откривене значајне количине дијаманта. Велики потенцијал река и језера у овој области се користе у производњи струје (хидроцентрале). Канадски штит садржи веома мало обрадивог земљишта.

## Становништво
Област је ретко насељена. Становништво живи углавном у рударским варошима и мањим индустријским центрима. Од већих градови ту су Садбери у Онтарију и Шикутими у Квебеку са 155.000 становника.